# Heliophanus auratus
Heliophanus auratus este o specie de păianjeni din genul Heliophanus, familia Salticidae, descrisă de Koch C.L., 1835. Conform Catalogue of Life specia Heliophanus auratus nu are subspecii cunoscute.